# Byung-chul Han
Byung-chul Han (한병철?, Pyŏng-ch'ŏl HanMR; Seul, 1959) è un filosofo sudcoreano che vive in Germania.
Si occupa di teoria della cultura, materia che insegna all'Universität der Künste di Berlino.

## Biografia
Nato nella capitale della Corea del Sud, dove ha studiato metallurgia, negli anni Ottanta si è trasferito a Berlino, dove ha studiato filosofia e letteratura tedesca. Ha studiato teologia cristiana a Friburgo in Brisgovia e a Monaco di Baviera. Ha ricevuto il Ph.D. nel 1994 con una tesi su Martin Heidegger. Nel 2000 si è trasferito all'Università di Basilea, dove si è abilitato all'insegnamento universitario di filosofia. Nel 2010 è diventato professore e dal 2012 insegna all'Universität der Künste Berlin.

## Pensiero
I suoi interessi vanno dall'etica alla filosofia sociale, dalla fenomenologia all'antropologia, dall'estetica alle comunicazioni di massa, in particolare nel campo degli studi culturali e in chiave interculturale, prestando attenzione ai fenomeni globali e contemporanei. Ha scritto in tedesco diversi libri, mettendo a fuoco concetti come Müdigkeitsgesellschaft (società della stanchezza) e Transparenzgesellschaft (società della trasparenza).
Byung-chul Han critica il comportamento trasparente del soggetto di oggi, che egli interpreta come una norma culturale imposta dalle forze di mercato neoliberali. Molti soggetti oggi considererebbero libertà questo culto dell'individualismo, sebbene faccia parte del sistema capitalista di autosfruttamento. Han teme che la pressione per rivelare volontariamente dettagli intimi, che secondo lui rasenta la pornografia e crea un sistema totalitario di apertura, vada a scapito di altri valori sociali come la vergogna, l'intimità e la fiducia. Il filosofo, salvo eccezioni, ha la tendenza a evitare interviste e a rifuggire dall'esposizione pubblica. Nonostante ciò, le sue opere sono state tradotte in molte lingue.
Han ha sottolineato l'importanza della parola cinese Shanzhai, che permette di comprendere la differenza essenziale tra la cultura occidentale e quella orientale. Il neologismo cinese, che si può tradurre con "falso", descrive ciò che in superficie appaiono come mere imitazioni di merci: telefoni cellulari, per esempio, fabbricati in Cina che assomigliano più o meno ai modelli che imitano e hanno nomi più o meno simili come "Nokir" o "Samsing". Questo termine cantonese non è in sostanza altro che un metodo di decostruzione. "Shanzhai", dice Han, "è Ent-Schöpfung" (de-costruzione), neologismo tedesco coniato da Han. E questo significa: prima dell'inizio feticizzato del mondo occidentale, prima del mito delle origini, del genio creatore, dell’autenticità e dell'originalità, c'è sempre qualcos'altro: la creazione (il tedesco "schöpfen" significa, tra le altre cose, "creare"). Secondo Han, se si abbandonassero le vetuste idee di originalità, genio e creatio ex nihilo (creazione dal nulla), ci si potrebbe orientare verso una flessibilità di pensiero molto maggiore. La filosofia potrebbe "rilassarsi" in un gioco produttivo, che potrebbe portare a risultati completamente nuovi. "Dovremmo tutti", afferma, "giocare di più e lavorare di meno. Allora produrremmo tutti di più!"
Fra gli altri temi della sua ricerca vi sono:
- società della stanchezza: disturbo depressivo, ADHD, disturbo borderline di personalità e sindrome da burnout sono il paesaggio patologico dell'epoca, causati da eccesso di positività piuttosto che da negatività. Han è diventato noto a un pubblico più vasto in tutto il mondo con il sopracitato saggio Müdigkeitsgesellschaft (2010). In esso, Han diagnostica che nelle società moderne contano solo l'efficienza e la logica di marketing neoliberista di ognuno. Le conseguenze sono senso di inutilità, depressione e, soprattutto, stanchezza. Han vede uno sviluppo pericoloso nell'accelerazione, nell'ottimizzazione del sé e nella mancanza di tempo per se stessi e per i propri simili, che rende inabili le persone e le fa ammalare.[3]
- agonia dell'eros: narcisismo, auto-referenzialità, mancanza di confronto (con riferimenti al film Melancholia di Lars von Trier) sono segni contemporanei che portano alla scomparsa della capacità di relazionarsi con gli altri e di dedicarsi alla cura dell'altro. Molte persone evitano l'amore e l'intimità perché potrebbero causare ferite. L'amore non è più possibile in un mondo di presenza totale, in cui ogni individuo è diventato un soggetto narcisista e depressivo allo stesso tempo.[4]
- topologia della violenza: la violenza ha solo cambiato sede, ma non è scomparsa dalla società, presentandosi in modo anonimo, senza soggetto riconoscibile né incolpabile, mescolata a criteri di libertà. Riferendosi agli studi di Sigmund Freud, Walter Benjamin, Carl Schmitt, Richard Sennett, René Girard, Giorgio Agamben, Gilles Deleuze e Félix Guattari, Michel Foucault, Michel Serres, Pierre Bourdieu e Martin Heidegger, Han collega la violenza all'individualità, accecata dall'ambizione di non fallire, di non poterselo permettere, sacrificando gli altri per emergere, con un egoismo non sempre però evidente, nella società pop e internet.

## Opere
- Heideggers Herz. Zum Begriff der Stimmung bei Martin Heidegger, Wilhelm Fink, Paderborn 1999
- Todesarten. Philosophische Untersuchungen zum Tod, Wilhelm Fink, Paderborn 1999
- Martin Heidegger. Eine Einführung, UTB, Stuttgart 1999
- Tod und Alterität, Wilhelm Fink, Paderborn 2002
- Philosophie des Zen-Buddhismus, Reclam, Stuttgart 2002
  - trad. Vittorio Tamaro, Filosofia del buddhismo zen, nottetempo, Milano 2018 ISBN 978-88-745-2703-8
- Was ist Macht, Reclam, Stuttgart 2005
- Hyperkulturalität: Kultur und Globalisierung, Merve, Berlin 2005
- Hegel und die Macht. Ein Versuch über die Freundlichkeit, Wilhelm Fink, Paderborn 2005
- Gute Unterhaltung. Eine Dekonstruktion der abendländischen Passionsgeschichte, Vorwerk 8, Berlin 2007
- Abwesen. Zur Kultur und Philosophie des Fernen Ostens, Merve, Berlin 2007
- Duft der Zeit. Ein philosophischer Essay zur Kunst des Verweilens, Transkript, Bielefeld 2009
  - trad. C. A. Bonaldi, Il profumo del tempo. L'arte di indugiare sulle cose, Vita e Pensiero, Milano 2017 ISBN 978-88-343-3255-9
- Müdigkeitsgesellschaft, Matthes & Seitz, Berlin 2010
  - trad. Federica Buongiorno, La società della stanchezza, nottetempo, Roma 2012 ISBN 978-88-745-2345-0
- Shanzhai 山寨 - Dekonstruktion auf Chinesisch, Merve, Berlin 2011
- Topologie der Gewalt, Matthes & Seitz, Berlin 2011
- Transparenzgesellschaft, Matthes & Seitz, Berlin 2012
  - trad. Federica Buongiorno, La società della trasparenza, nottetempo, Roma 2014 ISBN 9788874525058
- Agonie des Eros, Matthes & Seitz, Berlin 2012
  - trad. Federica Buongiorno, Eros in agonia, nottetempo, Roma 2013 ISBN 9788874524235
- Bitte Augen schließen. Auf der Suche nach einer anderen Zeit, Matthes & Seitz, Berlin 2013
- Digitale Rationalität und das Ende des kommunikativen Handelns, Matthes & Seitz, Berlin 2013
  - trad. Alessandro Grassi: Razionalità digitale. La fine dell'agire comunicativo, GoWare, Firenze 2014 ISBN 978-88-679-7145-9
- Im Schwarm. Ansichten des Digitalen, Matthes & Seitz, Berlin 2013
  - trad. Federica Buongiorno, Nello sciame. Visioni del digitale, nottetempo, Roma 2015 ISBN 978-88-745-2541-6
- Psychopolitik. Neoliberalismus und die neuen Machttechniken, Fischer, Frankfurt 2014
  - trad. Federica Buongiorno, Psicopolitica, nottetempo, Roma 2016 ISBN 9788874526123
- Die Errettung des Schönen, Fischer, Frankfurt 2015
  - trad. Vittorio Tamaro, La salvezza del bello, nottetempo, Milano 2019 ISBN 978-88-745-2748-9
- Die Austreibung des Anderen: Gesellschaft, Wahrnehmung und Kommunikation heute, Fischer, Frankfurt 2016
  - trad. Vittorio Tamaro, L'espulsione dell'Altro: società, percezione e comunicazione oggi, nottetempo, Milano 2017 ISBN 978-88-745-2665-9
- Close-Up in Unschärfe. Bericht über einige Glückserfahrungen, Merve, Berlin 2016
- Vom Verschwinden der Rituale. Eine Topologie der Gegenwart, Ullstein, Berlin 2019
  - trad. Simone Aglan-Buttazzi, La scomparsa dei riti. Una topologia del presente, nottetempo, Milano 2021 ISBN 978-88-745-2883-7
- Kapitalismus und Todestrieb. Essays und Interviews. Matthes & Seitz, Berlin 2019, ISBN 978-3-95757-830-3.
- "Palliativgesellschaft" Schmerz heute 3. Juli 2020 trad. Simone Aglan-Buttazzi, La società senza dolore, Einaudi, Torino 2021 ISBN 978-88-06-25294-6
- Undinge: Umbrüche der Lebenswelt 03.05.2021
  - trad. Simone Aglan-Buttazzi, Le non cose, Einaudi, Torino 2022 ISBN 9788806251093
- Infocratie. Digitalisierung und die Krise der Demokratie, Matthes & Seitz, Berlin 2021.
  - trad. Federica Buongiorno, Infocrazia. La digitalizzazione e la crisi della democrazia, Einaudi, Torino, 2023 ISBN 978-88-062-5643-2
- Vita Contemplativa oder von der Untätigkeit. Ullstein, Berlin 2022. ISBN 978-3-550-20213-1.
- Die Krise der Narration. Matthes & Seitz, Berlin 2023. ISBN 978-3-7518-0564-3.
- Byung-chul Han, Der Geist der Hoffnung [Contro la società dell'angoscia], 3ª ed., Torino, Einaudi, 2025, ISBN 978-88-06-26461-1.

## Influenze culturali
Il concetto di "società della trasparenza" elaborato da Byung-Chul Han ha stimolato riflessioni anche nel mondo dell’arte. In Italia, il collettivo bresciano ARIS – Artisti Risorti, con il progetto ALIAS, ha sviluppato una ricerca che fonda la propria forza espressiva sulla dialettica tra esposizione e occultamento, riaffermando il valore simbolico dell’ignoto, del mistero e della distanza come elementi costitutivi di ogni autentico gesto artistico.